# Juraj Láni
Juraj Láni (deutsch Georg Lani; ungarisch Lányi György; Pseudonym David Constans * 30. Mai 1646 in Trenčianska Teplá (Oberungarn, heute Slowakei); † 24. Januar 1701 in Leipzig) war ein slowakischer lutherischer Geistlicher und Dichter.

## Leben
Der früh verwaiste Láni besuchte mehrere Schulen in der Slowakei und begann 1667 das Studium der Theologie an der Universität Wittenberg. Hier waren vor allem Abraham Calov und Johann Deutschmann seine Lehrer. 1669 immatrikulierte er sich an der Universität Rostock. Nach der Rückkehr in seine Heimat wurde er 1670 Pfarrer und Rektor einer Schule in Krupina (deutsch Karpfen). Im Zuge der seit 1673 forcierten Gegenreformation im Habsburgerreich (s. Märtyrer von Eperjes#Hintergrund) wurde er abgesetzt und, weil er weiter lehrte und predigte, 1674 in Pressburg gemeinsam mit über 100 anderen evangelischen Pfarrern und Lehrern zum Tode verurteilt, was dann zur Galeerenstrafe umgewandelt wurde. Beim Transport nach Neapel gelang ihm jedoch im Mai 1675 kurz vor dem Bestimmungsort die Flucht. Er fand Exil in Leipzig, wo er 1676 den Magistergrad und 1683 den des bacc. theol. erlangte. Nach längeren Bemühungen wurde er 1684 zum Lehrer an der Nikolaischule berufen. Schon 1696 trat er aufgrund seiner angegriffenen Gesundheit in den Ruhestand.

## Werk
Schon 1675 veröffentlichte Láni einen ersten Bericht über den Prozess und dessen Vorgeschichte sowie die Flucht, den er später erheblich erweiterte. Das Werk wurde bis 1696 mehrfach und in mehrere Sprachen übersetzt (lateinisch 1676, englisch und niederländisch 1677). Hieran schloss sich eine längere Auseinandersetzung mit den Jesuiten Nicolaus Kellio und Georg Heidelberger an, in der Láni (unter dem Pseudonym David Constans) die katholische Kirche wegen der religiösen Verfolgung anklagte. 1682 veröffentlichte er eine längere Abhandlung über die Geschichte des Märtyrertums, in das er sein eignes Geschick einreihte. 1685 veröffentlichte er das lateinisch-deutsche Schuldrama Agapetus scholasticus seductus et reductus. Daneben verfasste er auch geistliche Lyrik in slowakischer Sprache.